# Charles Babbage Institute
Charles Babbage Institute (även benämnt Center for the History of Information Technology) är ett forskningscentrum vid University of Minnesota inriktat på datorhistoria, i synnerhet digitala datorer efter andra världskriget, programmering och datornätverk.
Centret har ett arkiv med viktiga historiska handlingar och är bemannat med historiker och arkivarier som forskar och publicerar skrifter om den internationella utvecklingen av informationsteknologin. Forskning bedrivs även inom näraliggande områden, som arkivkunskap. Detta görs genom stipendier, stöd till konferenser och skrifter. Centret förmedlar kontakter mellan forskare och privatpersoner intresserade av sådan forskning.
Ett viktigt inslag i institutets arkiv är muntliga vetenskapliga intervjuer ("oral history") med pionjärer på datateknikens område. Institutets forskare har varit ledande i utvecklingen av denna metodik. Dessutom innehåller arkivet manuskript, handlingar från yrkesföreningar, företagsarkiv (bland annat från Burroughs och Control Data), facktidskrifter, handböcker och produktbeskrivningar, fotografier, filmer och allehanda referensmaterial.
Centret grundades 1978 i Palo Alto, Kalifornien, och hette ursprungligen International Charles Babbage Society. Namnet anspelar på engelsmannen Charles Babbage, som försökte konstruera en mekanisk beräkningsmaskin på 1800-talet. Huvudmannaskapet övertogs 1979 av American Federation of Information Processing Societies (AFIPS) och namnet ändrades till Charles Babbage Institute. 1980 flyttade verksamheten till University of Minnesota, där centret idag har lokaler vid Elmer L. Andersen-biblioteket på stora universitetsområdet i St. Paul. Verksamheten överfördes till stiftelseform, Charles Babbage Foundation, som grundades i samverkan med universitet, men 1989 övertog universitetet hela ansvaret och institutet blev en del av universitetets forskningsverksamhet.

## Hänvisningar
1. ↑  Bruce H. Bruemmer, "The Charles Babbage Institute: The Center for the History of Information Processing, University of Minnesota", i Cynthia A. Steinke (red.), History of Science and Technology: A Sampler of Centers and Collections of Distinction, The Haworth Press, 1994.